# Gruppenmesse
Als Gruppenmesse bezeichnet man eine heilige Messe im Kreis einer kleinen Gruppe von Mitfeiernden außerhalb des offiziellen Gemeindegottesdienstes und in der Regel außerhalb des großen Kirchenraumes. Findet sie in einer Privatwohnung statt, spricht man auch von einer Hausmesse, wenn kleinere Gruppen die Messe um einen Tisch sitzend feiern, von einer Tischmesse. Gruppenmessen können regelmäßig bei Zusammenkünften von Familienkreisen, Gremien, Alters- oder Berufsgruppen, Vereinen oder Verbänden, Personalgemeinden oder geistlichen Gemeinschaften stattfinden, aber auch anlassbezogen bei Taufen und Trauungen, Jubiläen und Segnungen oder im Krankenzimmer.
Im evangelischen Raum ist das Tischabendmahl eine vergleichbare Gottesdienstform.

## Geschichte
Als Urmodell der Feier im kleinen Kreis wird das Abendmahl Jesu mit seinen Jüngern angesehen. Im Urchristentum war die Hausgemeinde der ursprüngliche Ort des christlichen Gottesdienstes (1 Kor 16 , Röm 16 ): Sie „brachen in ihren Häusern das Brot und hielten miteinander Mahl in Freude und Lauterkeit des Herzens“, Apg 2,46 . Die Kirche kannte neben dem allgemeinen Gemeindegottesdienst, vornehmlich am Sonntag, immer auch die Zusammenkunft von Gruppen zur Feier der Eucharistie. 
Im 20. Jahrhundert entstand unter anderem infolge der Liturgischen Bewegung in vielen Gemeinden der Wunsch, den Gemeinschaftscharakter der Eucharistiefeier bewusster zu erleben; die Anonymität der Gemeindemitglieder untereinander wurde dafür bei der Größe der sonntäglichen Messfeier in den Pfarrkirchen manchmal als Hindernis empfunden. Ein wichtiges Ziel der Liturgiereform des Zweiten Vatikanischen Konzils war die Förderung der bewussten, tätigen und vollen Teilnahme der Gläubigen an der Liturgie (Participatio actuosa).  
Dies wurde von der römischen Kongregation für den Gottesdienst und den Bischofskonferenzen aufgegriffen. Um deutlich zu machen, dass eine heilige Messe nie ein privater Akt der Versammelten ist, sondern ein Handeln der Kirche, wurden liturgische Weisungen für die Gruppenmessen erarbeitet. Von der Erlebniskraft der Gottesdienste im kleinen Kreis erwartet die Kirche, dass das persönliche Glaubensleben und der Apostolatsgeist der Mitfeiernden intensiviert wird und positive Auswirkungen auf das gesamte Leben hat. Bei der Gruppenmesse könne die Grundstruktur der Eucharistiefeier unmittelbar erfahren werden, und daraus könne ein vertieftes Verständnis der Messfeier auch im größeren Rahmen entstehen. Die Verbindung mit der Ortskirche und der Gesamtkirche soll in der Gruppenmesse in den Gebeten und im fürbittenden Gedenken zum Ausdruck kommen. Gewarnt wird vor dem Fall, dass jemand nur an Messfeiern in Gruppen teilnimmt und die Eucharistiefeier der größeren Gemeinde meidet.
Daher veröffentlichte die Kongregation für den Gottesdienst am 15. Mai 1969 die Instruktion Actio pastoralis, mit der den gottesdienstlichen Bedürfnissen von Sondergruppen Rechnung getragen werden sollte, die im erneuerten Missale Romanum nicht berücksichtigt wurden. Die Deutsche Bischofskonferenz setzte diese Instruktion mit den Richtlinien der Deutschen Bischofskonferenz für Meßfeiern kleiner Gemeinschaften (Gruppenmessen) um, die sie am 24. September 1970 beschloss. Das erneuerte Kirchenrecht von 1983 (canon 932) gestattet die Feier der Messe außerhalb eines „geheiligten Ortes“, wenn in einem besonderen Fall zwingende Umstände es erfordern; dazu kann ein Tisch verwendet werden, der mit Altartuch und Korporale bedeckt wird.

## Rahmen und Ablauf

### Ort, Ausstattung und Zeit
Der Raum soll würdig und hinsichtlich seiner Größe und Ausstattung für die Feier der Gemeinschaft geeignet sein und die tätige Teilnahme aller ermöglichen. Ein liturgischer Raum soll bevorzugt werden, etwa eine Kapelle, ein Oratorium oder eine Seitenkapelle der Kirche („Werktagskirche“). Gruppenmessen sind aber auch möglich in Versammlungsräumen, Wohnungen etwa von älteren Menschen oder Kranken und auch im Freien.
In dem Raum soll sich ein gut sichtbares Kruzifix befinden. Außerhalb eines liturgischen Raumes kann die Messe an einem geeigneten Tisch zelebriert werden, um den herum die Gemeinschaft Platz nehmen kann. Auf dem Tisch liegen Altartuch und Korporale, er ist geschmückt mit Kerzen und eventuell mit Blumen. Hostienschale und Kelch sollen für die eucharistischen Gaben verwendet werden. Der Zelebrant muss bei Hausmessen mindestens eine Stola, möglichst auch eine Albe tragen, im gottesdienstlichen Raum Albe, Stola und Messgewand.
Gruppenmessen sollten möglichst an einem Werktag stattfinden und mit Rücksicht auf den Vorrang der sonntäglichen Gemeindemesse nur unter besonderen Umständen am Sonntag.
Als Zelebrant wird ein Priester als unvertretbar angesehen, da er 
das Handeln Christi zum Ausdruck bringt. Eine Gruppenmesse soll nicht ohne Einverständnis des örtlich zuständigen Seelsorgers stattfinden.

### Ritus
Die Eucharistiefeier ist nach dem Verständnis der Instruktion Actio pastoralis auch als Gruppenmesse nicht in erster Linie auf Erlebnis angelegt, sondern immer auch Lob Gottes, und zwar nicht nur der Gruppe, sondern der ganzen Kirche. Die eucharistische Feier der Gruppe ist kein bloßes Mahl, sondern „wie jede Messe Opfer und Mahl zugleich, Gedächtnis des Herrn und seiner Heilstat am Kreuz, die in dieser Feier unter sakramentalen Zeichen gegenwärtig wird, Darstellung und Vorwegnahme der himmlischen Liturgie, an der hier und jetzt die versammelte Gruppe teilhat und teilnimmt“.
Der Ablauf behält die übliche Struktur der heiligen Messe bei. Falls sich eine Agape anschließt, soll sie sich von der Messfeier deutlich abheben.
Die Auswahl der Lesungen kann anlassbezogen mit den Gottesdienstteilnehmern vorgenommen werden, jedoch muss immer eine Perikope aus einem der vier  Evangelium gelesen werden. An die Stelle der Homilie kann ein gemeinsames Gespräch treten oder auch Stille, wenn der Messfeier ein geistliches Gespräch vorausging. Die Fürbitten können von den Teilnehmern frei formuliert werden.
Für Präfation und Hochgebet werden vorgeschriebene Texte verwendet; dabei sollen alle möglichst stehen oder gegebenenfalls auch knien. In der Gruppenmesse können und sollen alle Teilnehmer die Kommunion auch unter der Gestalt des Weines als Kelchkommunion empfangen.

## Gruppengottesdienst
Bei bestimmten Anlässen und Gruppen ist die Messfeier nicht immer die am meisten geeignete Ausdrucksform für einen gemeinsamen Gottesdienst. Hierfür wird empfohlen, in der Gruppe andere Formen in Erwägung zu ziehen wie eine Wort-Gottes-Feier, eine Hore des Stundengebets oder ein Bibelgespräch mit Gebet.
Im evangelischen Bereich sind ebenfalls Gottesdienste für kleinere Gruppen möglich, die entweder in der Kirche, in einem Gemeinderaum oder als „Hausgottesdienst“ in einem Wohnraum um einen Tisch zusammenkommen. Sie sind gedacht für Gruppen und für Gottesdienste bei Tagungen und Freizeiten. Das Evangelische Gottesdienstbuch bietet mehrere Vorschläge für einen „Gottesdienst mit kleiner Teilnmehmerzahl“, darunter auch ein Tischabendmahl.